# Kap Cutcha
Das Kap Cutcha (portugiesisch Cabo Cutcha) liegt im äußersten Osten der Insel Timor im osttimoresischen Suco Tutuala.
Die Nordküste der Insel macht hier einen scharfen Schwenk nach Süden und bildet auf einer kurzen Strecke die Ostküste Timors, zu der auch der Strand von Valu gehört. Der Küste vorgelagert ist die Insel Jaco. Nach Norden hin liegt die Straße von Wetar, südlich von Jaco die Timorsee.

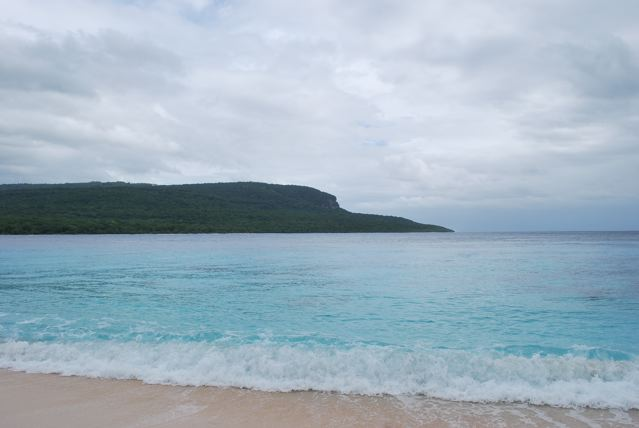
Während der Regenzeit